# Университет прикладных наук Люцерна
Университет прикладных наук Люцерна (нем. Hochschule Luzern HSLU, HSLU) — университет, расположенный в Люцерне, Хорве, Цуге, в немецкой части Швейцарии.

## Структура
Университет прикладных наук Люцерна имеет следующие подразделения:
- Инженерии и архитектуры (нем. Hochschule Luzern – Technik & Architektur)
- Бизнеса (нем. Hochschule Luzern – Wirtschaft)
- Социальной работы (нем. Hochschule Luzern – Soziale Arbeit)
- Искусства и дизайна (нем. Hochschule Luzern – Design & Kunst)
- Музыки (нем. Hochschule Luzern – Musik)